# روزنامه دبا
روزنامهٔ دِبا (به فرانسوی: Journal des débats) روزنامهٔ فرانسوی است که از ۱۷۸۹ تا ۱۹۴۴ به چاپ رسید. این روزنامه، همانگونه که از نامش پیداست (دِبا = مباحثه)، دیدگاه‌های گوناگون را در کشورداری و ادبیات بازگو می‌کرد.

## گشایش روزنامه
این روزنامه را گوتیه دو بیوزا در سال ۱۷۸۹ راه‌اندازی کرد. او شُور نمایندگان را از مهستان بر سر دعوتنامهٔ همایش وزیران در شمارهٔ نخست روزنامه به چاپ رساند.